# فهرست قنات‌های شهرستان کنگاور
جدول زیر بر اساس آمار وزارت جهاد کشاورزیتهیه شده‌است. فهرست زیر قنات‌های شهرستان کنگاور در استان کرمانشاه را نشان می‌دهد.
| نام قنات       | موقعیت                         | نزدیک‌ترین روستا | طول قنات (متر) | تعداد میله چاه | عمق مادر چاه | دبی (لیتر بر ثانیه) | سطح زیر کشت (هکتار) |
| -------------- | ------------------------------ | --------------- | -------------- | -------------- | ------------ | ------------------- | ------------------- |
| درخت هتک       | بخشی نامعلوم در شهرستان کنگاور | قزوینه          | ۱۰۰            | ۰              | ۰            | ۱۰                  | ۹                   |
| دره آفتاب      | بخشی نامعلوم در شهرستان کنگاور | قزوینه          | ۱۵۰            | ۰              | ۰            | ۵                   | ۸                   |
| دره دوازده‌امام | بخشی نامعلوم در شهرستان کنگاور | گردکانه         | ۶۰۰            | ۰              | ۰            | ۵۰                  | ۲۰                  |
| سردهنه         | بخشی نامعلوم در شهرستان کنگاور | گل یاران        | ۸۰۰            | ۰              | ۰            | ۳۵                  | ۷۰                  |
| نظرآباد        | بخشی نامعلوم در شهرستان کنگاور | توشما لان       | ۸۰۰            | ۰              | ۰            | ۳۰                  | ۱۶                  |
| همیانک         | بخشی نامعلوم در شهرستان کنگاور | همیانک          | ۱۵۰            | ۰              | ۰            | ۳۰                  | ۲۰                  |
| چشمه نوش       | بخشی نامعلوم در شهرستان کنگاور | چشمه نوش        | ۱۰۰۰           | ۰              | ۰            | ۳۰                  | ۲۰                  |
| کوچه           | بخشی نامعلوم در شهرستان کنگاور | کوچه            | ۱۵۰۰           | ۰              | ۰            | ۱۲۰                 | ۳۲۵                 |